# LAMUNATION!
《LAMUNATION!》是WhitePowder於2016年6月24日發售的戀愛冒險類型成人遊戲，2019年11月22日在Steam平台發行國際版《LAMUNATION! -international-》。

## 故事簡介
個性自由奔放的紅星月菜收到妹妹陽菜「希望讓大家都能幸福」的要求，為了實現陽菜的心願，月菜不斷地幫忙朋友解決身邊的事情。

## 登場角色
紅星月菜
作品男主角，喜歡洗澡。
碧海拉姆妠
月菜的青梅竹馬，家裡經營彈珠汽水工廠，個性沉著且開朗明快。因為個性好相處，在島上很有人氣。
紅星陽菜
月菜的雙胞胎妹妹，有著小惡魔氣質，但很為哥哥與朋友們著想。
蕾拉「MC」（聲：榊原由依）
愛麗絲的雙胞胎妹妹，和愛麗絲一同經營「櫻桃皇冠餐廳」。擅長操弄機械，曾有使用無人航空機當駭客的經驗。
愛麗絲「CH」（聲：民安友繪）
蕾拉的雙胞胎姐姐，「櫻桃皇冠餐廳」的廚師。

## 主題曲
1st片頭曲「FaV（F*** and Vanguard）」
作詞、作曲、編曲：cittan*，主唱：彩音
2nd片頭曲「N.O.S（Neonlight Overdrive Sparkling crarity）」
作詞、作曲、編曲：cittan*，主唱：nao
片尾曲「Air」
作詞、作曲、編曲：cittan*，主唱：片霧烈火
插曲「Ideal」
作詞、作曲: cittan*，主唱：あひる

## 評價
《LAMUNATION!》於2016年6月的「萌系遊戲大賞」月間賞獲得第2名，並於年間排名獲得第24名。

## 外部連結
- LAMUNATION!遊戲官網 （页面存档备份，存于）（日語）